# 国際連合ハイチ暫定ミッション
国際連合ハイチ暫定ミッション（こくさいれんごうハイチざいんていミッション United Nations Transition Mission in Haiti,UNTMIH)は、ハイチに展開した国際連合平和維持活動。1997年7月30日の国際連合安全保障理事会決議1123号によって設立されたものである。
国際連合ハイチ支援団(UNSMIH)の任務を引き継ぐものである。1994年のハイチの民政復帰を支援するために、UNSMIHと同じく、ハイチ警察の訓練を主任務とする。群集警備や重要地点の防護方法、即応部隊の編成などの助言・支援が行なわれた。活動期間は1997年7月から11月の4ヶ月間。規模はUNSMIHより縮小され、軍事要員50名、文民警察官250名、その他の事務スタッフなどからなる。
1997年11月に文民警察官を中心とした国際連合ハイチ文民警察ミッション(MIPONUH)へと改編・移行した。MIPONUHはハイチ警察への助言提供を主任務としている。